# 애즈락
애즈락(ASRock Inc.)은 메인보드, 산업용 컴퓨터, HTPC를 생산하는 제조업체로서 현재 타이완에 본사를 두고 있다. 2002년 설립된 회사는 현재 Pegatron Corporation이 소유하고 있다.

## 연혁
애즈락은 개인 소비재 OEM 시장에서 폭스콘과 같은 회사와 경쟁하기 위해 2002년 에이수스에서 분리되어 나온 회사이다. 이후 ASRock은 DIY 부문에서 급속도로 성장하면서 타이완 증권 거래소에 성공적으로 상장한 후 2007년에는 회사 업스트림 업종으로 움직이기 시작했다. ASRock은 다수의 제품에 대해 수상 및 추천 등 기술 웹사이트에서 우수한 품질로 호평을 받고 있다. 2011년 각각 7백만 개의 메인보드를 판매한 ECS과 MSI에 비해 ASRock은 같은 해 8백만 개의 메인보드를 판매했다. DigiTimes에서 인용한 이 판매 자료에 따르면 ASRock은 Asustek과 Gigabyte의 뒤를 이어 3위를 기록했다. 이는 회사가 2009년에 보여준 실적에 비추어 볼 때 상당한 발전이며, 2010년의 자료에서 보듯이 ASRock은 MSI와 ECS를 앞섰다. 이로써 ASRock은 현재 일류 메인보드 제조업체로 자리를 잡았다. 2011년부터 2018년까지 유명 프로게이머 Fatal1ty와 손을 잡고 고급 게이밍 라인업에 Fatal1ty라는 이름을 붙였다. 2019년부터는 고급 게이밍 라인업의 이름을 Phantom Gaming으로 변경했다.

## 제품 및 서비스
메인보드 외에도 ASRock의 데스크톱 미니 컴퓨터 제품 또한 국제 컴퓨터 업계에서 매우 강력한 경쟁력을 지니고 있다. 이 일련의 제품들은 언론에서 자주 권장하고 있으며 인상적인 수상 경력을 갖고 있다. ASRock의 제품 3개가 2012년 처음으로 타이완 브랜드상 후보 명단에 올랐으며 대만무역발전협회가 세계적으로 타이완의 우수 품질 브랜드 이미지를 홍보할 때 홍보 제품으로 채택되기도 했다. 2012년, ASRock은 산업용 컴퓨터 및 서버 메인보드 시장으로 진입했으며 향후 더 많은 수익을 낼 것으로 기대된다.

## 수상 경력
젊고 활기찬 기업인 ASRock은 업계를 주도하는 메인보드 제조 회사로서 메인 스트림에서 다양한 종류의 사용자를 포괄하는 매너어용 MB 세그먼트에 이르기까지 광범위한 수요층을 주요 대상으로 삼고 있으며 또한 제품의 신뢰성 및 숙련도에 있어서 전 세계적으로 좋은 평판을 유지하고 있다. 연구 및 개발의 측면에서 ASRock은 2002년 이후 혁신을 통해 브랜드를 구축해 왔다. XFast 555 기술(XFast RAM, XFast LAN, XFast USB)과 같은 고유 기능과 함께 ASRock 7 시리즈 메인보드를 통해 사용자들은 PC의 전반적인 성능, LAN 속도 및 USB 전송 속도 분야에서 “실제적인” 성능 증가(최대 5배 빠른 속도)를 경험할 수 있다. ASRock은 매우 경쟁력 있는 가격으로 누구도 넘볼 수 없는 메인보드 제작에 대한 명성을 구축해 왔다. 메인보드 시장에서 ASRock이 판매 기록을 갱신한 것은 물론 세계 언론에서 수상 경력이 있는 ASRock의 제품들을 권장하고 있다. 예를 들어, ASRock은 X79 Extreme4로 2012년도 탐스 구매 권장 하드웨어상(Tom's Hardware 2012 Recommended Buy Award)을 수상했으며 Z77 Extreme4로 2012년도 Xbit 랩 에디터 권장 제품상(Xbit labs 2012 Editor Recommended Award)을 수상했다. 또한 ASRock의 Z68 Extreme7 Gen3, Fatal1ty Z68 Professional Gen3 및 미니 PC 시리즈가 2011년도 세 개의 타이완 브랜드상을 수상하며 타이완 업계에서 최고 품질이라는 이미지를 확고히 한 바 있다.

## 시장 범위
세계 3대 메인보드 브랜드인 ASRock은 전자 제품 상점, PC 상점, 가젯 소매점 및 온라인 쇼핑몰 등 다양한 채널을 통해 유통되고 있다. 2011년 주요 판매 지역의 점유율로는 유럽이 37.68%를 차지했고, 중남미 지역이 21.13%, 아시아 태평양 지역이 40.95% 기타 시장이 0.24%를 차지했다. 전체적으로 ASRock은 전반적인 실적에서 아시아 및 유럽에서 높은 판매 점유율을 기록했다.

## 시장 개요
Digitimes 2011의 연례 보고서에 따르면, ASRock은 자체 브랜드 구축에 전념하고 있으며 여러 해에 걸쳐 급속도로 성장해오고 있다. 이제 ASRock은 지난 2년 동안 세계 3대 메인보드 브랜드 중 하나가 되었다. ASRock의 전반적인 실적은 꾸준히 전 세계의 주목을 받고 있다.

## 같이 보기
- 대만의 기업 목록
- 바이오스타
- 엘리트그룹 컴퓨터 시스템스
- 기가바이트 테크놀로지
- 마이크로-스타 인터내셔널